# Бетті Купер
Елізабет «Бетті» Купер (англ. Elizabeth «Betty » Cooper) — одна з головних героїв франшизи Archie Comics, головний персонаж серіалу «Рівердейл». Бетті — дочка Еліс і Хела Купер, молодша сестра Поллі і Чарльза, найкраща подруга Арчі, Кевіна і Вероніки, дівчина Джагхеда Джонса. Крім того, вона є ученицею старшої школи Рівердейла, редактором шкільної газети, Лисичкою та Королевою Південних Змій.

## Зовнішність
Бетті — красива і мила дівчина, що має пухкі губи, зелені очі, бліду шкіру і середньої довжини світле волосся, зазвичай укладене в високий кінський хвіст. У Бетті є шрами від нігтів зсередини на обох долонях через звичку міцно стискати руки в кулак в особливо стресових ситуаціях.

## Особистість
Бетті – відмінниця і одна з найрозумніших учениць середньої школи Рівердейл. '
Психічно Бетті страждає від проблем, набагато гірших, ніж вона каже. Час від часу вона бореться зі своїм гнівом і агресією, що часто призводить до того, що вона стискає кулак так сильно, що залишає шрами на долонях. Це не єдиний випадок, коли Бетті втрачає контроль. Незважаючи на всю темряву, яка її оточує, вона все ще залишається люблячою людиною.
Бетті також демонструє багато мужності. Вона постійно бореться за своїх друзів і сім'ю і зробить все можливе, щоб захистити близьких. Вона часто імпульсивна і потрапляє в ситуації, які можна було б продумати. Однак вона не боїться відстояти свою позицію, постояти за себе і навіть погрожувати людям, якщо цього вимагатимуть обставини. 
Будучи дитиною двох журналістів, Бетті розвинула чудові навички пошуку та непохитну відданість правді за будь-яку ціну, навіть особистої безпеки.

## Цікаві факти
- Зовнішній вигляд Бетті з коміксів зберігся в серіалі.
- У коміксах Бетті набагато більш спортивна, товариська і відкрита, в той час як в серіалі Бетті більш стримана і соромлива.
- Сім'я Куперів більш любляча і підтримуюча в коміксах, ніж у серіалі.
- На дзвінку Бетті стоїть пісня The Chordettes — Lollipop
- У Бетті виявлено ген вбивці (3 сезон 21 серія)